# Porto Santo
Porto Santo es una isla portuguesa situada a 43 kilómetros al noreste de la isla de Madeira, en el océano Atlántico. La isla es el punto más al norte y al este del archipiélago de Madeira. Su capital es Vila Baleira, donde vivió Cristóbal Colón.

## Historia
La isla fue descubierta en 1418 por João Gonçalves Zarco y Bartolomeu Perestrelo, a los que el rey Juan I de Portugal había ordenado descubrir nuevos territorios al oeste de África. El nombre de la isla de Porto Santo se deriva por las historias de su descubrimiento en alusión a una bahía protegida de las tempestades, interpretándose como la liberación divina de los marineros. Los primeros colonos portugueses llegaron en la década de 1420.
Bartolomeu Perestrelo, miembro del equipo que luego exploró la isla de Madeira, se convirtió en el primer Capitán-donatário de Porto Santo, por condecoración real en noviembre de 1445. Fue él quien liberó un conejo que había portado en el viaje, el cual, con su descendencia, se multiplicó catastróficamente por el ecosistema isleño. La pérdida de la flora nativa dejó las laderas de la isla expuestas a la erosión y colonización por malezas europeas que trajeron los colonos. Durante los primeros siglos de asentamiento, la vida en Porto Santo fue dura, debido a la escasez de agua potable y las depredaciones de los conejos salvajes; También hubo constantes ataques de piratas de la Berbería y corsarios franceses.
El explorador del Nuevo Mundo Cristóbal Colón se casó con la noble portuguesa Filipa Moniz Perestrelo, la hija de Bartolomeu Perestrelo. Durante un tiempo vivieron en Porto Santo. La casa en la que residió hoy en día es un museo.

## Geografía

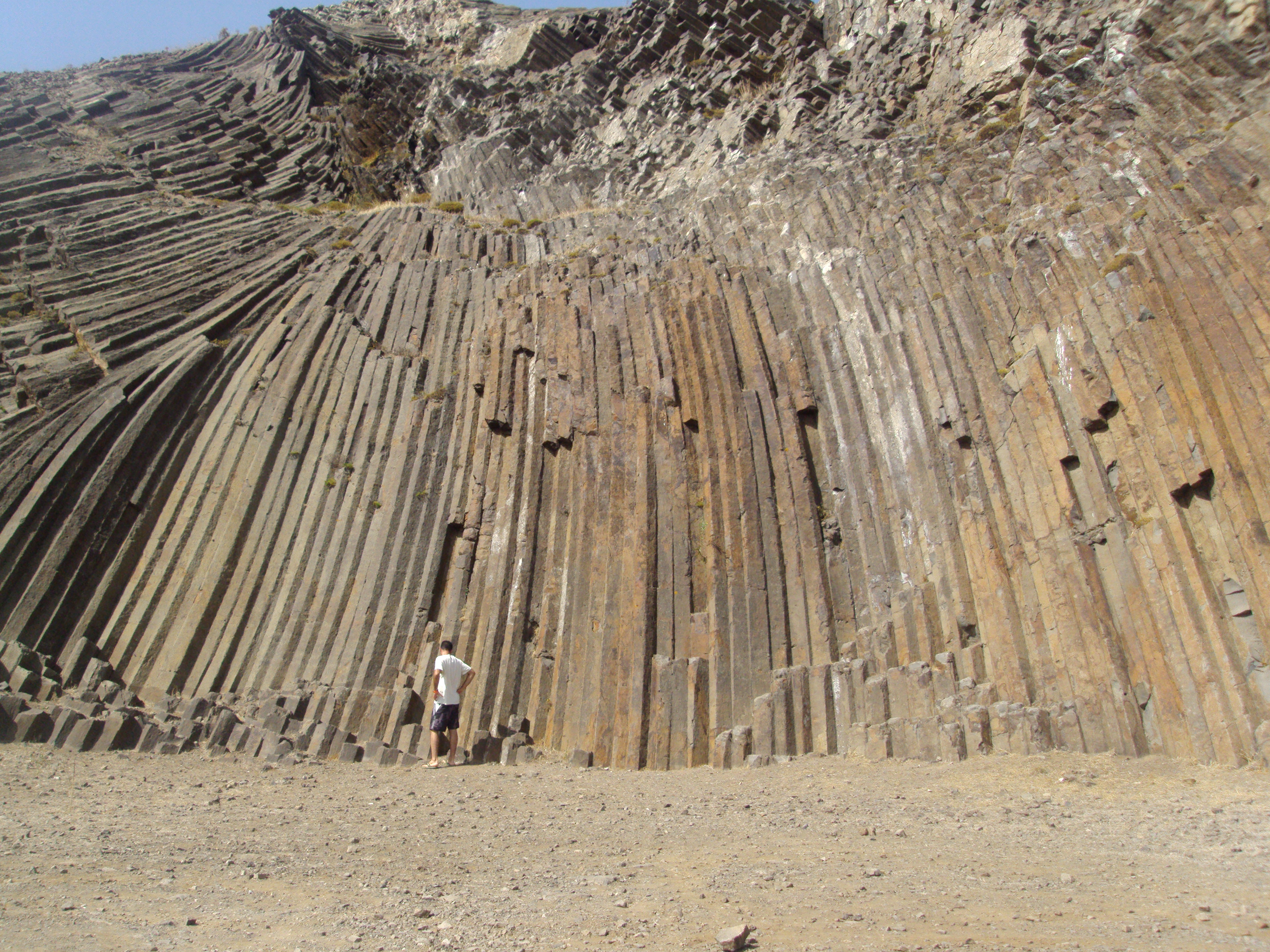
Una formación de columnas de mugearita en la región costera.

La isla se caracteriza por dos áreas: el noreste accidentado (montañoso, con salientes rocosos y acantilados), y una llanura costera en el suroeste (que incluye una playa de arena blanca de 9 kilómetros, dando a la isla una ventaja turística sobre la vecina Madeira)
La parte noreste montañosa de la isla, se compone de dos estructuras geomorfológicas que incluye: un área de picos, Pico do Castelo (437 metros), Pico da Juliana (447 metros), Pico da Gandaia (499 metros) y el Pico do Facho (517 metros); y entre la costa este y esta área, una serie de picos menores, Pico do Maçarico (285 metros), el Pico do Concelho (324 metros) y Pico Branco (450 metros).
La parte suroeste de la isla, aunque relativamente llana, incluye una serie de elevaciones 100 metros de altura o más, como el Pico Ana Fereira (283 metros), el Pico do Espigão (270 metros) y el Cabeço do Zimbralinho (183 metros). La pendiente de la parte occidental de la isla se inclina a partir de 150 metros de la costa sur que alcanzan las playas de Porto Santo. Un tercer sistema, en el oeste-noroeste, que incluye Cabeço da Bárbara Gomes (227 metros) y Cabeço das Canelinhas (176 metros) es distinto de las áreas identificadas. La isla está rodeada por una plataforma oceánica entre 20 y 37 km², con una profundidad mínima de 8 metros (Baixa do Noroeste), y limitada por los flancos de un gran volcán submarino.

### Clima
Porto Santo tiene un clima semiárido subtropical cálido (BSh), con inviernos muy suaves a cálidos y veranos cálidos a calurosos. Los meses más secos son julio y agosto, y los más húmedos son noviembre y diciembre.
A diferencia de la montañosa Madeira, que atrapa eficazmente las nubes de lluvia y la humedad de las corrientes oceánicas debido a su alta orografía, el perfil comparativamente bajo de Porto Santo da como resultado un clima seco. A pesar de esta falta de precipitación, la humedad sigue siendo alta, con un promedio de 77% durante todo el año. Los meses más soleados son agosto y septiembre.

### Comunicaciones
El aeropuerto de Porto Santo es el primer aeropuerto construido en el archipiélago de Madeira, en 1959, y tiene una sola terminal. Su código IATA es PXO. Está situado a unos 2 km de Vila Baleira.
También cuenta con un pequeño puerto, llamado puerto de Abrigo, desde donde hay ferries diarios que conectan con Funchal.

## Monumentos y lugares de interés
- Pico do Castelo
- Pico do Facho
- Fonte de Arena
- Islote de Cal
- Ponta da Calheta
- A Pedreira